# Gerhard Nielsen
Gerhard Nielsen (* 1945; † 9. August 1970) war ein dänischer Radrennfahrer und nationaler Meister im Radsport.

## Sportliche Laufbahn
Nielsen trat 1965 mit dem 3. Platz hinter dem Sieger Ole Højlund im Straßenrennen der Meisterschaften der Nordischen Länder international hervor. In der Jugoslawien-Rundfahrt 1965 gewann er eine Etappe. Bei den Meisterschaften im Mannschaftszeitfahren 1968 gewann er die Silbermedaille. 1968 siegte er in der Griechenland-Rundfahrt vor Noël Van Tyghem aus Belgien. Er holte einen Tageserfolg in dem Etappenrennen. 1969 gewann Nielsen gemeinsam mit Verner Blaudzun, Henning Jørgensen und Eigil Sørensen die nationale Meisterschaft im Mannschaftszeitfahren. Die Internationale Friedensfahrt fuhr er zweimal. 1966 wurde er 52. und 1967 58. der Gesamtwertung. 1970 wurde er Zweiter in der Berliner Vier-Etappenfahrt.